# Sóc cáo Mexico
Sóc cáo México, tên khoa học Sciurus nayaritensis, là một loài động vật có vú trong họ Sóc, bộ Gặm nhấm. Loài này được J. A. Allen mô tả năm 1890.